# Барнс-Сіті (Айова)
Барнс-Сіті (англ. Barnes City) — місто (англ. city) в США, в округах Махаска і Повешік штату Айова. Населення — 156 осіб (2020).

## Географія
Барнс-Сіті розташований за координатами 41°30′25″ пн. ш. 92°28′11″ зх. д. / 41.50694° пн. ш. 92.46972° зх. д. (41.507060, -92.469619).  За даними Бюро перепису населення США в 2010 році місто мало площу 1,53 км², уся площа — суходіл.

## Демографія
Згідно з переписом 2010 року, у місті мешкало 176 осіб у 88 домогосподарствах у складі 47 родин. Густота населення становила 115 осіб/км².  Було 99 помешкань (65/км²).
Расовий склад населення:
| - 99,4 % — білих - 0,6 % — корінних американців |

До двох чи більше рас належало 0,0 %. Частка іспаномовних становила 0,0 % від усіх жителів.
За віковим діапазоном населення розподілялося таким чином: 17,6 % — особи молодші 18 років, 62,5 % — особи у віці 18—64 років, 19,9 % — особи у віці 65 років та старші. Медіана віку мешканця становила 49,2 року. На 100 осіб жіночої статі у місті припадало 109,5 чоловіків;  на 100 жінок у віці від 18 років та старших — 113,2 чоловіків також старших 18 років.
Середній дохід на одне домашнє господарство  становив 42 108 доларів США (медіана — 37 500), а середній дохід на одну сім'ю — 43 078 доларів (медіана — 40 000). За межею бідності перебувало 32,9 % осіб, у тому числі 42,3 % дітей у віці до 18 років та 13,7 % осіб у віці 65 років та старших.
Цивільне працевлаштоване населення становило 116 осіб. Основні галузі зайнятості: виробництво — 29,3 %, освіта, охорона здоров'я та соціальна допомога — 19,8 %, роздрібна торгівля — 12,1 %, будівництво — 10,3 %.